# Ceralocyna foveicollis
Ceralocyna foveicollis là một loài bọ cánh cứng trong họ Cerambycidae.